# 维斯瓦河
维斯瓦河（波蘭語：Wisła，發音：[ˈvʲiswa] ⓘ，魏克瑟尔河，维斯图拉河）是波蘭最長的河流。全長1,047公里；流域面積194,424平方公里，佔波蘭國土面積的三分之二。
发源于波蘭南部的喀尔巴阡山脉，维斯瓦河曲向北流，流經克拉科夫、華沙、托倫，在河口形成三角洲，最后注入波羅的海格但斯克湾。

## 外部連結
- "Wisła". 波兰王国地理词典 （波蘭語）. 13. Warszawa: Kasa im. Józefa Mianowskiego. 1893. p. 577.

- Archiwalne zdjęcia i publikacje o rzece w bibliotece Polona